# Upon a Burning Body
Upon a Burning Body — американская металкор-группа, образованная в 2005 году.

## История
Группа появилась в 2005 году в Сан-Антонио в Техасе. Название группы было выбрано наугад перед первым выступлением и не несёт в себе никакого смысла. В том же 2005 году вышел дебютный мини-альбом под названием «Genocide». C 2009 года музыканты сотрудничают с лейблом Sumerian Records, на котором вышло два альбома группы. Дебютный альбом «The World Is Ours» был выпущен в 2010 году. В конце 2011 года группа рассталась с барабанщиком Рамоном, его место занял Джонатан Гонсалес, до этого игравший в группе Silence the Messenger. Второй альбом Red. White. Green, выпущенный в апреле 2012 года, достиг 105-го места в чарте Billboard, его общие продажи к настоящему времени составили 22 тысячи экземпляров. Также весной 2012 года вышел клип «Once Upon A Time In Mexico» и лирическое видео на песню «Mimic». В октябре 2012 года в группе в очередной раз произошли перестановки. Из группы ушёл гитарист Крис Джонсон, его место занял басист Рубен Альварес. В то же время в группе начал играть бывший басист Silence the Messenger Сет Вебстер. В декабре 2012 года Upon a Burning Body выпустили клип на песню Sin City. Он был снят на концерте в Штутгарте в Германии. В конце 2013 года на непродолжительное время в группу вернулся прежний барабанщик Рамон, но уже в начале 2014 года его заменил Тито Феликс. В мае 2014 года группа приняла участие в трибьют-сборнике, посвящённом группе Florence + The Machine. Третий альбом, получивший название «The World is My Enemy Now» вышел 12 августа 2014 года.
Творчество группы основано на фильмах про гангстеров. При сочинении песен для дебютного альбома музыканты вдохновлялись фильмами с участием Аль Пачино. Второй альбом основан на фильмах Роберта Родригеса.
На музыкантов оказали влияние такие группы как Pantera, Slipknot, Iron Maiden.

## Дискография

### Альбомы
| Подробности                                                                           | Позиции в чартах | Позиции в чартах | Позиции в чартах | Позиции в чартах | Позиции в чартах | Позиции в чартах |
| Подробности                                                                           | US               | US Heat          | US Indep         | US Hard Rock     | US Rock          | UK Rock          |
| ------------------------------------------------------------------------------------- | ---------------- | ---------------- | ---------------- | ---------------- | ---------------- | ---------------- |
| The World Is Ours - Альбом - Издан: 6 апреля 2010 - Лейбл: Sumerian Records           | —                | 28               | —                | —                | —                | —                |
| Red. White. Green. - Альбом - Издан: 10 апреля 2012 - Лейбл: Sumerian Records         | 105              | 1                | 20               | 11               | 35               | —                |
| The World is My Enemy Now - Альбом - Издан: 12 августа 2014 - Лейбл: Sumerian Records | 39               | —                | 6                | 3                | 12               | 18               |
| Straight from the Barrio - Альбом - Издан: 28 октября 2016 - Лейбл: Sumerian Records  | —                | —                | 12               | 8                | 22               | —                |
| Southern Hostility Издан: 7 Июня, 2019 Лейбл: Seek & Strike                           | —                | —                | —                | —                | —                | —                |

### Сборники
- Florence + The Sphinx: Sumerian Ceremonials - A Tribute to Florence + The Machine (2014)
- Punk Goes Pop (2014)

### Клипы
| Год  | Название                             | Альбом                    |
| ---- | ------------------------------------ | ------------------------- |
| 2010 | Carlito’s Way                        | The World Is Ours         |
| 2011 | Intermission                         | The World Is Ours         |
| 2012 | Once Upon A Time In Mexico           | Red. White. Green.        |
| 2012 | Mimic (лирическое видео)             | Red. White. Green.        |
| 2012 | Sin City (концертное видео)          | Red. White. Green.        |
| 2013 | Texas Blood Money (концертное видео) | Red. White. Green.        |
| 2014 | Scars (лирическое видео)             | The World is My Enemy Now |
| 2015 | Bring The Rain                       | The World is My Enemy Now |
| 2015 | Turn Down For What                   | Punk Goes Pop Vol. 6      |
| 2016 | Already Broken                       | Straight from the Barrio  |
| 2016 | B.M.F.                               | Straight from the Barrio  |

## Состав группы

### Текущий состав
- Дэнни Лиэл (Danny Leal) — вокалист (2005-наст. вр.)
- Рубен Альварес (Ruben Alvarez) — басист (2005-2012), гитарист (2012-наст. вр.)
- Тито Феликс (Tito Felix) — барабанщик (2014-наст. вр.)

### Бывшие участники
- Хуан Инохоса (Juan Hinojosa) — барабанщик (2005-2008, 2011)
- Крис Джонсон (Chris Johnson) — гитарист (2005-2012)
- Рамон Вильярреал (Ramon Villarreal) — барабанщик (2008-2011, 2013-2014)
- Джонатан Гонсалес (Jonathan Gonzalez) — барабанщик (2011-2013)
- Сет Вебстер (Seth Webster) — басист (2012-2013)
- Сэл Домингес (Sal Dominguez) — гитарист (2005-2015)
- Рей Мартинес (Rey Martinez) — басист (2013-2016)

## Награды и номинации
| Год  | Премия                   | Категория           | Результат |
| ---- | ------------------------ | ------------------- | --------- |
| 2013 | Metal Hammer Golden Gods | Лучшая новая группа | Номинация |

## Туры
- Mayhem Festival 2012
- Warped Tour 2013
- Soundwave Festival 2014
- Mayhem Festival 2014